# Las Aldehuelas
Las Aldehuelas je obec ve španělské provincii Soria v autonomním společenství Kastilie a León. V roce 2018 zde žilo 64 obyvatel. Leží v časovém pásmu UTC+01:00. Rozloha obce činí 37 km2 a hustota zalidnění je tak 1,7 obyvatel km2.